# Zeng Jiang
Zeng Jiang (kinesiska: 增江) är ett vattendrag i Kina. Det ligger i provinsen Guangdong, i den södra delen av landet, omkring 49 kilometer öster om provinshuvudstaden Guangzhou.
Genomsnittlig årsnederbörd är 2 334 millimeter. Den regnigaste månaden är maj, med i genomsnitt 499 mm nederbörd, och den torraste är oktober, med 26 mm nederbörd.